# Quito
Quito (izvirno San Francisco de Quito) je glavno mesto Ekvadorja 20 kilometrov južno od ekvatorja na nadmorski višini 2.850 v kotlini med verigama Andov in je tako drugo najvišje ležeče glavno mesto na svetu (za La Pazom, Bolivija). Mesto ima približno 2,5 milijona prebivalcev in je za Guayaquilom drugo največje mesto v državi. Je tudi glavno mesto province Pichincha in sedež metropolitanske regije Quito. Staro mestno jedro je od leta 1978 na Unescovem seznamu svetovne dediščine.

## Geografija
Quito je na severozahodnem delu Ekvadorja v andski regiji (Sierra), v vzhodni provinci Pichincha. Središče mesta je približno 22 kilometrov južno od ekvatorja na 0° 4'in 0° 20' južne zemljepisne širine ter med 78° 25'in 78° 33' zahodne zemljepisne dolžine.
Mesto ima podolgovato lego po osi sever-jug v tipični ozki kotlini med verigami Andov, ki jo je ustvarila reka Guayllabamba (imenovana tudi kotlina Quito) in sodi v eno od osmih notranjih kotlin v Ekvadorju. Kotlina reke Guayllabamba se razteza okoli 50 kilometrov v dolžino in približno 4 km na široko. Na južnem koncu kotline jo omejuje gora Atacazo, na severu pa Pululagua (v bližini San Antonio de Pichincha). Na zahodni strani kotlino in samo mesto omejuje trenutno neaktivni stratovulkan Pichincha Rucu (4.690 m), ki ni pokrit s snegom. Vulkan Guagua Pichincha neposredno za njim je nekoliko bolj aktiven in višji (4794 m), vendar ga iz mesta ni mogoče videti. Na zahodni strani je vrsta manjših gora - vulkanov. Južno od starega mesta Quita se nahaja kupolasta gora Panecillo, ki ločuje kotlino od severnega nižavja. Severna okrožja Quita so višje ležeča območja okoli vulkanov Iñaquito in Cotocollao.
Quito ima proti jugovzhodu čudovit pogled na vulkan Cotopaxi (5.897 m). Na širšem območju so dejavni tudi vulkani Cayambe (5790 m), Antisana (5753 m), Illiniza (5263 m) in številni manjši. Poleg Guayllabambe je pomembnejša še reka Machangara. Teče proti po dolini vzhodu, omejujejo jo strma pobočja, na koncu pa se nahajata vulkan Guápulo in dolina Tumbaco. Druge reke so še Monjas, Pita in Rio San Pedro, ki vse sodijo v porečje Guayllabambe.

## Geologija
Quito je skoraj v celoti na peščenih tleh vulkanskega izvora. Potresi in pepel so pogosto pretresali Quito tako v bližnji kot daljni preteklosti. Quito je obdan s 14 vulkani in od potresa uničene objekte v starem mestnem jedru, so že vsaj štirikrat obnovili. Zadnji večji izbruh je bil v septembru leta 2002. V tem času je izbruhnil vulkan Reventador, ki se nahaja v vzhodnih Andih in je miroval več kot 20 let. Celotno mesto je bilo do gležnjev globoko pokrito s finim pepelom.
Ker je zemlja na območju mesta zelo plodna, se je mesto skozi stoletja oblikovalo kot podeželsko mesto. Danes to zaradi gostote prebivalstva ni več mogoče. Kmetijstvo je še razvito v dolinah predvsem zahodno in južno od Quita (vključno Tumbaco, Pifo in Píntag). Erozija je še posebej severno od mesta in v dolinah rek velik problem. Zahodno od Quita je delno zaradi erozije v vulkanskih plasteh popolnoma izginila plast zemlje in se je pojavil kremen.

## Podnebje
Podnebje v Quitu je, kljub svoji legi ob ekvatorju, zaradi zmerne nadmorske višine, hladno tropsko. To pomeni tako vlažno kot suho. Povprečna letna temperatura je 13 °C, in se ne razlikuje bistveno glede na dan v letu. Temperature se gibljejo med približno 6-7 °C v nočnih urah in do 24-25 °C v vročih dneh. Quito je znan tudi kot "mesto večne pomladi".
Letna količina padavin je okoli 1250 mm. Od septembra do novembra, od januarja do aprila je deževna sezona (v tem zaporedju) in je prva sezona običajno bolj izrazita. Čeprav so omenjeni meseci "zima", temperaturne razlike v ostalih mesecih niso zelo drugačne. Je pa zaradi dnevnih padavin manj sončnih ur. Običajno dežuje okoli poldneva in nato pozno popoldne ponovno sije sonce.
Zaradi svoje lege ob ekvatorju so dnevi v letu približno enake dolžine. Sonce sije od 6:15-6:30 ure naprej in okoli 18.30 ure do 18:45 zaide. Mrak je zelo kratek.

## Zgodovina

### Predkolumbovsko obdobje
Glede na arheološke najdbe je bil plato na mestu današnjega Quita naseljen že okoli leta 1500 pred našim štetjem. Tukaj naj bi živelo poljedelsko ljudstvo Cotocollao kulture, ki jo je mogoče datirati do približno 500 pr. n. št.. Zgodovinski podatki iz tega obdobja niso znani. V 14. in 15. stoletju je bilo več naselij v kotlini reke Guayllabamba z lokalnimi vldarji. Med njimi je obstajalo tudi naselje na območju današnjega Plaza San Francisco v starem mestnem jedru Quita (Španci so ga kasneje imenovali Tianguez). Ni dokazov, da so bila naselja pod eno politično oblastjo, vendar domnevajo, da so bili povezani z zakonskimi zvezami. Prebivalci severnega dela kotline naj bi se imenovali, po navedbah španskega kronista Pedra Cieza de Leona, Zambizas (področje med Quitom, Pillajos in Collaguazos). Območje današnjega starega dela Quita naj bi naseljevali prebivalci kulture Caras, medtem ko naj bi bili v južnem delu Panzaleos. Položaj je bil, poleg trgovskega in strateškega pomena, tudi stičišče andskih ljudstev Quijos iz nižin Amazonije in ljudstev Yumbo iz zahoda. Več kot štiri stoletja je bil Quito kraljestvo (shyris).
Ljudstvo Caras in njihovi zavezniki so bili poraženi v epskih bitkah Tiocajas in Tixán v letu 1462. Porazila jih je vojska 250.000 vojakov pod vodstvom 11. inkovskega cesarja Huayna Capaca, ki nato leta 1493 ustanovi drugo prestolnico Inkovskega imperija, Quito. Po Capacovi smrti je v Quitu leta 1530 prevzel oblast njegov sin Atahualpa in tik pred prihodom Špancev, v državljanski vojni premagal brata Huascarja.
Inkovski imperij je imel obsežno upravo, ki je bila na čelu zapletenega sistema pokrajinskih prestolnic, kakršen je bil tudi Quito. Quito je bil trgovsko mesto, v današnjem starem delu Quita pa je bilo versko in politično središče. Območje je segalo od današnje Riobambe na jugu in Otavala na severu ter bilo poleg Cuzca in Cajamarce eno najpomembnejših mest v inkovskem imperiju. Upravna oblast je bila centralizirana (za potrebe poljedelstva, zbiranja in razdeljevanja hrane, rokodelstva, upravljanja s cestami in mostovi). Vojska je skupaj s sistemom slov in utrdbami vzdrževala cesarjevo oblast. Imeli so delavnice za lončevino, tkanje in obdelavo kovin, kar so v okolici Quita še danes poznane obrti.

### Obdobje španske vladavine
Neposredno po prihodu v Andsko višavje leta 1534 Španci zasedejo ozemlje današnjega Ekvadorja. 6. decembra 1534 konkvistador Sebastián de Belalcázar na ostankih starega Quita ustanovi mesto San Francisco de Quito.
V 16. stoletju je bil Quito regionalni center. Leta 1563 kralj Filip II. Španski ustanovi Real Audiencia de Quito, to je vrhovno sodišče za območje, ki sega vse do juga današnje Kolumbije na severu in do Peruja na jugu ter na vzhodu do izliva reke Napa v Amazoniji. Predsednik sodišča je bil guverner Quita, sopredsedujoči pa podkralj Peruja.
Avtohtono prebivalstvo je živelo v naseljih v okolici, mestno prebivalstvo pa je nadaljevalo s trgovanjem in storitveno dejavnostjo. frančiškanom so v 16. in 17. stoletju sledili dominikanci, kasneje še avguštinci in jezuiti.
V začetku španske kolonialne vladavine je bila družba dvojna: španski zavojevalci, lastniki zemljišč in redovniki na eni strani in avtohtono prebivalstvo na drugi strani. Od začetka 17. stoletja ima cvetoča proizvodnja volnenih tekstilij za posledico trajne povezave med mesti in podeželjem ter hitro rast mest.
Na začetku 18. stoletja je gospodarstvo nazadovalo, španska država je v svojih kolonijah zašla v finančne težave. Za Quito je to pomenilo predvsem zapiranje proizvodnje volnenih izdelkov. Dinamika rasti mesta je močno upadla. Vse več je bilo nezadovoljstva z davčno obremenitvijo, zato leta 1765 sledil upor proti monopolu države nad proizvodnjo in prodajo alkohola in tobaka. Upor se je končal brez posledic.
Med letoma 1737 in 1743 je francosko-španska družba Geodesic Mission obiskala Ekvador. Vodil jo je Charles Marie de La Condamine. Namen je bil določiti točno lokacijo ekvatorja in pridobiti vpogled v obliko zemlje. Ekvador naj bi bil v tistem času najbolj ustrezen kraj za določitev ekvatorialne linije (drugje so bila bodisi neprehodna območja ali ocean).
Kljub tujim vplivom je Quito ostal nedostopen za nove ideje. Do 18. stoletja prevladuje konservativna aristokracija in katoliški red. Najpomembnejši kritik teh razmer je bil Eugenio Espejo, ki je ideje razsvetljenstva skušal širiti tudi v latinskoameriške kraje.
V času francoske revolucije je 10. avgusta 1809 tudi v Quitu prišlo do gibanja, ki ga je vodil Juan Pio Montúfar, ki je imelo za cilj osvoboditev od Španije. Voditelji zvesti španski kroni so ta upor, s pobojem voditeljev v avgustu 1810, zatrli. Kasneje lokalni zgornji razred mestizos pridobi od oblastnikov v Španiji več vpliva. Boj za vpliv te elite je bil kasneje tudi pomembna gonilna sila vojne za neodvisnost. Veriga konfliktov je bila sklenjena 24. maja 1822, ko je Antonio José de Sucre, pod poveljstvom Simona Bolivarja vodil vojsko v bitki na pobočjih Pichinche. Njuna zmaga je prinesla neodvisnost Quitu in okolici.
Naslednjih osem let je bil Ekvador nato del Republike La Gran Colombia (območje je obsegalo današnjo Kolumbijo, Venezuelo in Ekvador). Leta 1830 se je Ekvador končno osamosvojil, za glavno mesto je bil določen Quito.
V nemirnem 19. stoletju so se oblasti zelo pogosto menjavale, ubitih, umorjenih, zastrupljenih je bila cela vrsta voditeljev in duhovnikov. 4. septembra 1895 je po več spopadih postal predsednik Ekvadorja liberalni poveljnik Eloy Alfaro. Ta je izvedel obsežen program modernizacije in sekularizacije države. Po dokončanih dveh mandatih se je leta 1911 preselil v Evropo. Ko se je leta 1912 vrnil v Ekvador, se je poskušal vrniti tudi na oblast a so ga 28. januarja 1912 aretirali, vrgli v ječo in umorili po tem ko so vdrli v zapor.
Obdobje liberalizma v Ekvadorju je bilo konec julija leta 1925, ko je sledil prvi v nizu vojaških udarov. Leta 1932 je izbruhnila štiridnevna državljanska vojna. Podobni nemiri so se nadaljevali skozi celo 20. stoletje. José María Velasco Ibarra je bil po dolgem času konservativni politik z dragoceno podporo v andski regiji. Bil je ustanovitelj liberalne stranke in nadarjen govornik. Predsednik je bil petkrat in štirikrat strmoglavljen s strani vojske. Zadnji padec Velasco Ibarra se je zgodil februarja 1972 po devetih letih vodenja vojaške diktature.
Po vrnitvi k demokraciji v letih 1978/79, je sledila gospodarska kriza, ki jo je povzročil padec mednarodnih cen nafte in velika rast prebivalstva. Prebivalci Quita so bili znani po uporništvu. Večkrat so organizirali množične demonstracije in splošne stavke s ciljem zamenjati predsednika: leta 1997 je bil prisiljen odstopiti Abdalá Bucaram, leta 2001 Jamil Mahuad, leta 2005 Lucio Gutierrez.

## Urbano območje
Mesto Quito ima površino okoli 290 kvadratnih kilometrov in 2.504.991 prebivalcev (2005). Mesto je razdeljeno na 19 mestnih občin (parroquias urbanas).
Urbano območje, ki se nahaja v ozki dolini je le mestoma širše od dveh ali treh kilometrov in se razteza v vzdolžni smeri sever-jug približno 40 kilometrov. Mesto lahko razdelimo na tri glavne dele: 
- center s kolonialnim starim mestnim jedrom,
- severni del je sodobni Quito, z visokimi stavbami, nakupovalnimi centri, finančnim okrožjem in stanovanjskimi območji višjega sloja prebivalstva in le nekaj delavskih stanovanjskih območjih; tukaj je tudi mednarodno letališče Mariscal Sucre
- južni del predvsem industrijski s stanovanjskimi soseskami delavskega razreda.

Kolonialni del mesta sega od Panecilla na jugu do parka Alameda na severu. V kolonialnem centru so Predsedniška palača, katedrala, bazilika in druge cerkve, samostani in posvetne zgradbe, ki jim je UNESCO dodelil status svetovne dediščine. V severni del mesta so se med letoma 1970 in 1980 preselile vladne službe, finančne ustanove, tukaj so tudi večji nakupovalni centri in stanovanjska območja srednjega in višjega razreda. Severno od letališča so tudi industrijska območja.

## Simbol mesta
Simbole mesta je cesar Karel V. podelil Quitu 14. marca 1541 in so zapisani v dokumentu Talavera.
Takrat je Quito dobil mestne pravice in pravice uporabljati orožje. Grb predstavlja "palačo iz srebra med dvema hriboma ali skalama z jarkom v zeleni barvi na dnu vsakega, med njima stoji grad s križem iz zlata na zeleni podlagi, na stolpih sta dva črna orla z zlatimi všitki na krilih, celotno polje je rdeče, obrobljeno s trakom sv. Frančiška v zlatu na modrem polju, čisto na vrhu pa je viteška čelada z modro-rdečo perjanico položena na zelen lovorjev venec. "
V skladu s študijo zgodovinarja in mestnega svetnika Quita, Pedro Pablo Traversarija iz leta 1914, je najstarejši preživeli dokument o grbu v avguštinskem samostanu iz leta 1573.

## Staro mestno jedro
Zgodovinsko mestno jedro Quita je eno najbolj ohranjenih mest v Ameriki. Skupaj s Krakovom (Poljska) je bil prvo mesto zapisano na seznam svetovne dediščine pri UNESCO-ju. Staro mestno jedro se nahaja v južnem predelu Quita in obsega površino 320 hektarjev. V njem je okoli 130 pomembnih objektov, trgov in ulic. Osrednji trg je Plaza de la Independencia (tudi Plaza Grande) s parkom. Okrog parka se nahajajo:
- Palacio de Gobierno - vladna palača
- Palacio de Carondelet - predsedniška palača
- Administration Urbana - mestna hiša
- Palacio Arzobispal - nadškofijska palača

Tukaj je tudi La Catedral Metropolitana - glavna cerkev v mestu in eden največjih verskih objektov katoliške skupnosti. Gradnja se je začela leta 1562, sedemnajst let po tem, ko je bil ustanovljen Quito (1545). Gradnja se je končala leta 1806. V tej cerkvi so pokopani ostanki maršala de Sucreja. Poleg njega pa še več nekdanjih predsednikov republike, pa tudi škofje in duhovniki.
V ulici Calle Garcia Moreno je tik ob stolnici cerkev El Sagrario. V kolonialnih časih je bila cerkev El Sagrario eden od največjih arhitekturnih spomenikov v Quitu. Zgrajena je v italijanskem renesančnem slogu, v poznem 17 stoletju. Oltar krasijo kipi in okrasje, vse pozlačeno. Izdelal ga je Bernardo de Legard. Osrednja kupola je okrašena z odlično fresko svetopisemskih prizorov, ki jo je izdelal Francisco Alban. Oltarna slika je pozlačena in izdelek Legarda.
Nasproti te cerkve stoji Centro Cultural Metropolitano. Danes je v njem muzej. Prvotni lastniki zgradbe so bili jezuiti, kasneje so bili v njej nastanjeni španski kraljevi vojaki.
V nadaljevanju po isti ulici pridemo so cerkve La Compañía de Jesus. Gradnja se je pričela leta 1605 in je trajala 160 let. Leta 1765 je bilo delo opravljeno z izgradnjo pročelja. Pročelje je oblikovano v baročnem slogu in je ena od najbolj celovitih primerov umetnosti v Ameriki. Leta 1767 so cerkev zaprli zaradi izgona jezuitov iz Ekvadorja. Štirideset let kasneje, leta 1807, jo obnovi čilski pater Camilo HENRIQUEZA, ki je kasneje je sodeloval v bojih za neodvisnost svoje države. Stebri so kopija tistih, ki jih izdelal Bernini v Vatikanu. V notranjosti ima čudovite oltarje in prižnico, vse pozlačeno. Oltar je delo Legarda.
Drugi največji trg je Plaza San Francisko imenovan po bližnjem samostanu Monasterio de San Francisco. Samostan s cerkvijo je največji arhitekturni kompleks v zgodovinskih središčih mest v Latinski Ameriki. Gradnja cerkve se je začela leta 1550. Delo je vodil flamski frančiškan Rique Jodoco. Gradnja je bila končana okrog leta 1680 in je mešanica različnih slogov (mudéjar, manierizem in barok). Frančiškanski bratje so bili prvi, ki so se naselili v Quito. Privlačen je glavni oltar, stranske kapele in prižnica. Na glavnem oltarju je podoba Marije iz Quita, umetnika Bernarda de Legarda, mojstra umetniške šole iz Quita escuela quiteña.
- Vladna palača - Palacio de Gobierno
- Detajl iz cerkve El Sagrario
- Pročelje cerkve la Compania de Jesus
- Detajl iz cerkve La Compania de Jesus
- Samostan San Francisco
- Glavni oltar v samostanski cerkvi San Francisco

## Izobraževanje
Quito ima dve javni in več zasebnih univerz. To sta Universidad Central del Ekvador (Osrednja Univerza v Ekvadorju) in Universidad Nacional Politécnica (Državni zavod Politehnika). Med drugimi univerzami so pomembne še: Escuela Superior Politécnica del Ejército (Vojaška Politehnika), Papeškega Katoliška univerza v Ekvadorju, salezijanska univerza (Universidad Salesiana), Universidad Andina Simon Bolivar (Andska Univerza Simon Bolivar), Universidad Intercultural de las Nacionalidades y Pueblos Indígenas Amawtay Wasi (Medkulturna Univerza domorodnih ljudstev in narodov) in Universidad San Francisco de Quito. Od leta 2002 je zasebna univerza Universidad Internacional del Ekvador, UIDE zgradila nov kampus, ki je največji v Ekvadorju. V Quitu, obstajajo tudi številne zasebne jezikovne šole.
Na splošno je stopnja izobrazbe v Quito je bistveno višja od državnega povprečja.

## Promet
V mestu že od leta 1995 deluje trolejbus. Je osrednji element integriranega javnega prometnega sistema v mestu. Proge potekajo skozi mesto od severa proti jugu in so popolnoma ločene od ostalih prometnih površin, zato je promet s trolejbusi hiter in neoviran. Za javni prevoz uporabljajo tudi zglobne avtobuse. Quito ima dve glavni avtobusni postaji iz katerih se povezujejo drugi kraji v državi. Zelo pomembno transportno sredstvo v Quitu je tudi kolo. Mesto ima 65 km kolesarskih poti. Posebne kolesarske poti potekajo med univerzitetnimi centri.
Leta 2016 bo odprta prve linija podzemne železnice in bo delovala v povezavi z ostalim javnim prometnim omrežjem v Quitu. Metro s 15 postajami od severa do juga bo za javni prevoz predstavljal izjemen napredek.
V Quitu je skoraj v središču mesta mednarodno letališče Aeropuerto Internacional Mariscal Sucre. V kratkem ga bodo zaprli zaradi neustrezne lege in s tem povezanih varnostnih tveganjih ter pomanjkanja zmogljivosti in ga nadomestili z novim Quito International Airport, ki ga gradijo v primerni oddaljenosti od mesta proti severu države.
Na novo obnovljena železniška postaja Eloy Alfaro (Chimbacalle) je izhodišče za ekvadorsko železniško povezavo v Guayaquil (Duran). Del te proge je tudi znameniti odsek skozi kanjon Nariz del diablo, kjer proga poteka cik-cak in se na razdalji 11,6 km dvigne/spusti za 560 m.

## Znameniti meščani
- José Ayala-Lasso, diplomat in politik, prva visoka komisarka Združenih narodov za človekove pravice
- Rodrigo Borja, politik, pravnik in univerzitetni predavatelj od leta 1988 do 1992 predsednik Republike Ekvador
- Jorge Carrera Andrade, pesnik, pisatelj in diplomat
- Boris Cepeda, pianist in diplomat
- Eugenio Espejo, pisatelji, zdravniki, odvetniki in arhitekti neodvisnosti
- Oswaldo Guayasamín, slikar in kipar
- Gerardo Guevara, skladatelj
- Jorge Icaza, pisatelj in gledališki režiser
- Mesias Maiguashca, ekvadorski skladatelj
- Byron Moreno, nekdanji ekvadorski FIFA sodnik
- Mariana de Jesús de Paredes y Flores, Sveta. Dne 30. Novembra 1945 jo Parlament imenenuje za junakinjo domovine
- Manuela Sáenz, južnoafriški borec za svobodo in ljubimec osvobodilnega junaka Južne Amerike Simona Bolivarja
- Carlos María de la Torre, nadškof Quita in kardinal rimske katoliške cerkve
- José María Velasco Ibarra, petkratni predsednik Ekvadorja

## Spomenik ekvatorju
Na obrobju mesta leži park v njem pa obeležje Mitad del Mundo, to je spomenik postavljen na mestu kjer leži ekvator. Spomenik je bil zgrajen med letoma 1979 in 1982, je visok 30 metrov iz armiranega betona in obložen z andezitom. Spomenik je v obliki piramide katere vsaka stranica kaže določeno stran neba. V notranjosti je majhen muzej v katerem so predstavljeni eksponati avtohtonih kultur v Ekvadorju (oblačila, predmeti iz življenja,...). V parku so še drugi objekti: planetarij, glavni trg, kjer se odvijajo razne prireditve, aleja geometrov.
Sam spomenik stoji 240 m južno od pravega ekvatorja na vzporednici 0° 0' 7,83" južne zemljepisne širine. To so ugotovili z najnovejšimi meritvami s sistemom GPS in na tej novi lokaciji dokončno določili pravo mesto namišljene črte. Tukaj je postavljen tudi nov manjši muzej Solar Intiñan znotraj katerega lahko obiskovalci opravljajo različne poskuse z vodo, jajcem in podobno.